# Margherita Hack
Margherita Hack (Florencia, 12 de junio de 1922-Trieste, 29 de junio de 2013) fue una astrofísica, divulgadora científica y activista italiana.

## Biografía
Su padre Robert Hack, era un contable de origen suizo y de religión protestante. Su madre, María Luisa Pogessi, toscana, era católica y graduada de la academia de bellas artes y, miniaturista en la galería de los Uffizi. Ambos fueron miembros de la Sociedad Teosófica italiana, de la que Robert llegó a ser presidente.
Después de haber completado sus estudios (aunque no realizó los exámenes debido a la Segunda Guerra Mundial) en el Liceo Classico "Galileo" en Florencia, se graduó en Física en 1945 con una calificación de 101/110 con una tesis de Astrofísica de las Cefeidas, realizada en el Observatorio de Arcetri de la Universidad de Florencia, durante la dirección de Giorgio Abetti, quien se convertiría para ella en un modelo científico, docente y de gerencia de un centro de investigación científica.
En su juventud fue campeona en salto de altura y salto de longitud. En febrero de 1944 se casó con Aldo De Rosa en la iglesia de San Leonardo de Arcetri.
Fue una activista, haciendo campaña en favor del derecho al aborto y de los derechos del colectivo lgtbi y en contra de la influencia del Vaticano en la vida pública italiana.
Murió el 29 de junio de 2013, a la edad de noventa y un años en el hospital de Cattinara en Trieste, en el que fue hospitalizada por problemas cardíacos; desde hacía unos dos años presentaba problemas respiratorios y de motricidad.

## Actividad científica
Fue profesora titular de astronomía en la Universidad de Trieste desde 1964 hasta el 1.º de noviembre de 1992, año en el que fue jubilada. Fue la primera mujer italiana en dirigir el Observatorio Astronómico de Trieste; desde 1964 hasta 1987, llevándolo a obtener renombre internacional.
Miembro de importantes sociedades de física y astronomía, Margherita Hack también fue directora del Departamento de Astronomía de la Universidad de Trieste desde 1985 hasta 1991 y desde 1994 hasta 1997. Fue miembro de la Accademia Nazionale dei Lincei (socia nacional de la clase de ciencias físicas, matemáticas y naturales; segunda categoría: astronomía, geodesia, geofísica y aplicaciones; sección A: Astronomía y aplicaciones). Trabajó para numerosos observatorios estadounidenses, europeos y estatales por largo tiempo como miembro del grupo de trabajo de la Agencia Espacial Europea y de la NASA. En Italia, después de una intensa actividad de fomento, logró que la comunidad astronómica italiana expandiese su actividad mediante el uso de varios satélites, alcanzando así un nivel de renombre internacional.
Publicó numerosos artículos originales en revistas internacionales, así como libros, también populares a nivel universitario. Recibió los premios Targa Giuseppe Piazzi (1994) y premio internacional Cortina Ulisse (1995) por sus investigaciones científicas.
En 1978 fundó la revista bimensual L'Astronomia cuyo primer número salió en noviembre de 1979; posteriormente junto a Corrado Lamberti, dirigió la revista de divulgación científica y de cultura astronómica Le Stelle''.

## Obra

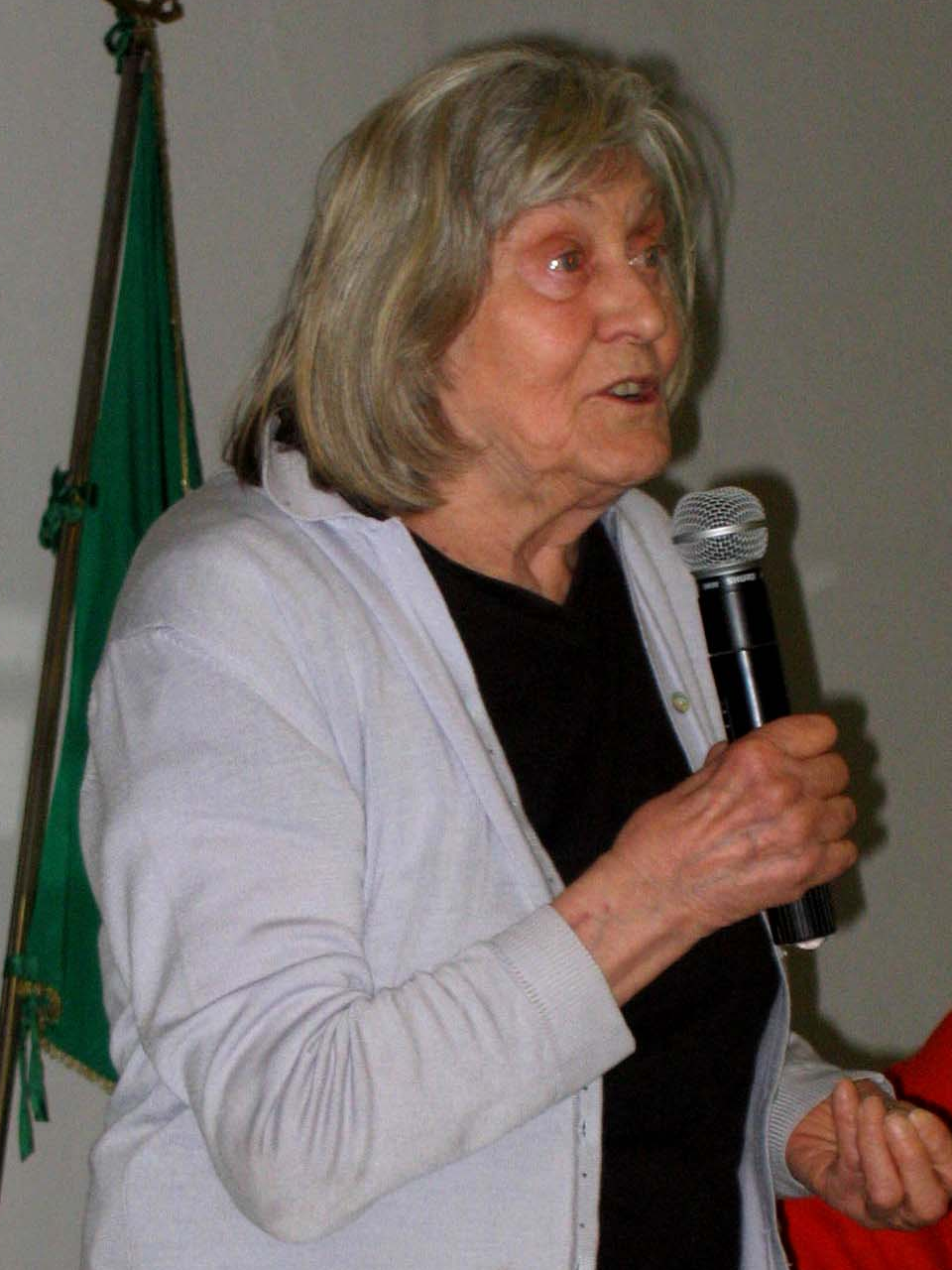
Margherita en 2007 en una conferencia de la UAAR.

- Corso di fisica stellare. Interpretazione degli spettri stellari, Firenze, Editrice Universitaria, 1955.
- Le nebulose e gli universi-isole, con Giorgio Abetti, Torino, Ed. scientifiche Einaudi, 1959; Torino, Boringhieri, 1968.
- La radioastronomia. Alla scoperta di un nuovo aspetto dell'universo, Bari, Laterza, 1960.
- L'universo. Pianeti, stelle e galassie, Milano, Feltrinelli, 1963; 1967.
- Esplorazioni radioastronomiche, Torino, Boringhieri, 1964.
- Corso di astronomia, Trieste, Osservatorio astronomico, 1967.
- Astrofisica d'oggi, Milano, Le scienze, 1973.
- Il cielo intorno a noi, Novara, Istituto Geográfico De Agostini, 1977.
- Breve storia e recenti sviluppi dell'Osservatorio astronomico di Trieste, Trieste, Osservatorio astronomico, 1983.
- L'universo violento della radio-astronomia, Milano, Edizioni scientifiche e tecniche Mondadori, 1983.
- L'universo: ai confini dello spazio e del tempo, con Francesco Bertola e Tullio Regge, Milano, Fabbri, 1983.
- Corso di astronomia, diretto da e con Corrado Lamberti, 6 voll., Milano, Fabbri, 1984.
- Corso di astronomia. Cenni di astronomia sferica, gli strumenti astronomici, física stellare: parametri fondamentali, cenni sulla struttura ed evoluzione stellare, la galassia: dimensioni, moti e struttura física, le galassie e gli ammassi di galassie, il sole e il sistema solare, Milano, Hoepli, 1984. ISBN 88-203-1407-X.
- La nostra galassia, a cura di, Milano, Le Scienze, 1984.
- Il libro dell'astronomia, a cura di, Milano, Fabbri, 1985; Milano, Bompiani, 1987.
- La galassia e le sue popolazioni. Incontri con le stelle, Trieste, Editoriale, 1989.
- L'universo alle soglie del Duemila, Milano, Rizzoli, 1992. ISBN 88-17-84148-X; 1995. ISBN 88-17-11664-5.
- Alla scoperta del sistema solare, con Alessandro Braccesi e Giovanni Caprara, Milano, A. Mondadori, 1993. ISBN 88-04-35543-3; 2000. ISBN 88-04-48078-5.
- Cataclysmic Variables and Related Objects, con Constanze la Dous, París-Washington D. C., Centre National de la Recherche Scientifique-National Aeronautics and Space Administration, 1993.
- Cosmogonie contemporanee. Le attuali teorie sull'origine dell'universo, Trieste, Editoriale scienza, 1994. ISBN 88-7307-034-5.
- Una vita tra le stelle, Roma, Di Renzo, 1995. ISBN 88-86044-42-9.
- L'amica delle stelle....Storia di una vita..., Milano, Rizzoli, 1998. ISBN 88-17-85256-2.
- Sette variazioni sul cielo, Milano, Cortina, 1999. ISBN 88-7078-585-8.
- L'Universo alle soglie del terzo millennio, Milano, Biblioteca universale Rizzoli, 2000. ISBN 88-17-86399-8.
- Origine e fine dell'universo con Pippo Battaglia e Walter Ferreri, Torino, Utet Libreria, 2002. ISBN 88-7750-791-8.
- Storia dell'astronomia dalle origini al 2000 e oltre, Roma, Edizioni dell'Altana, 2002. ISBN 88-86772-29-7. Sviluppata come un completamento dell'opera Storia della Astronomia (1813) di Giacomo Leopardi.[19]
- Vi racconto l'astronomia, in collaborazione con Loris Dilena e Aline Cendon, Roma-Bari, Laterza, 2002. ISBN 88-420-6755-5.
- Dove nascono le stelle, Milano, Sperling & Kupfer, 2004. ISBN 88-200-3625-8.
- Qualcosa di inaspettato. I miei affetti, i miei valori, le mie passioni, in collaborazione con Mauro Scanu, Roma-Bari, Laterza, 2004. ISBN 88-420-7423-3.
- L'idea del tempo, con Pippo Battaglia e Rosolino Buccheri, Torino, Utet Libreria, 2005. ISBN 88-7750-954-6.
- Idee per diventare astrofisico. Osservare le stelle per spiegare l'universo, Bologna, Zanichelli, 2005. ISBN 88-08-27064-5.
- L'universo di Margherita. Storia e storie di Margherita Hack, con Simona Cerrato, Trieste, Editoriale Scienza, 2006. ISBN 88-7307-313-1.
- Così parlano le stelle. [Il cosmo spiegato ai ragazzi], con Eda Gjergo, Milano, Sperling & Kupfer, 2007. ISBN 978-88-200-4189-2.
- Il mio zoo sotto le stelle, con Bianca Pauluzzi, Roma, Di Renzo, 2007. ISBN 88-8323-191-0.
- L'universo nel terzo millennio, Milano, BUR, 2007. ISBN 978-88-17-01508-0.
- Che cos'è l'universo?, con CD audio, Roma, Sossella, 2008. ISBN 978-88-89829-41-7.
- Le mie favole. [Da Pinocchio a Harry Potter (passando per Berlusconi)], Roma, Edizioni dell'Altana, 2008. ISBN 88-86772-42-4.
- Dal sistema solare ai confini dell'Universo, Napoli, Liguori, 2009. ISBN 978-88-207-4533-2.
- Libera scienza in libero stato [sic], Milano, Rizzoli, 2010. ISBN 978-88-17-03836-2.
- Quando ho capito perché i sellini della bici da corsa sono così stretti, in La mia prima bicicletta, Portogruaro, Ediciclo, 2010. ISBN 978-88-654-9002-0.
- Notte di stelle, con Viviano Domenici, Milano, Sperling & Kupfer, 2010. ISBN 978-88-200-4958-4.
- Perché le stelle non ci cadono in testa? E tante altre domande sull'astronomia, con Federico Taddia, Firenze-Trieste, Editoriale scienza, 2010. ISBN 978-88-7307-452-6.
- L'anima della terra vista dalle stelle, con Ginevra Di Marco, con DVD-Video, Roma-Reggio Emilia, Aliberti, 2011. ISBN 978-88-7424-840-7.
- Marco Alloni dialoga con Margherita Hack. Il sole non è adesso, Reggio Emilia, Aliberti, 2011. ISBN 978-88-7424-849-0.
- La mia vita in bicicletta, Portogruaro, Ediciclo, 2011. ISBN 978-88-654-9025-9.
- Il mio infinito. Dio, la vita e l'universo nelle riflessioni di una scienziata atea, Milano, Dalai, 2011. ISBN 978-88-607-3678-9.
- Perché sono vegetariana, Roma, Edizioni dell'Altana, 2011. ISBN 978-88-86772-51-8.
- Tutto comincia dalle stelle. Viaggio alla velocità della luce tra pianeti, astri e galassie, con Gianluca Ranzini, Milano, Sperling & Kupfer, 2011. ISBN 978-88-200-5146-4.
- I gatti della mia vita, Trieste, Scienza Express, 2012. ISBN 978-88-96973-53-0.
- Hack! Come io vedo il mondo, Siena, Barbera, 2012. ISBN 978-88-7899-541-3.
- La stella più lontana. Riflessioni su vita, etica e scienza, Massa, Transeuropa, 2012. ISBN 978-88-7580-162-5.
- Io credo. Dialogo tra un’atea e un prete con Pierluigi Di Piazza, Portogruaro, Nuovadimensione, 2012. ISBN 978-88-89100-77-6.
- Il lungo racconto dell'origine. I grandi miti e le teorie con cui l'umanità ha spiegato l'universo, con Walter Ferreri e Guido Cossard, Milano, Dalai, 2012. ISBN 978-88-6620-818-1.
- Margherita Hack racconta Tolomeo e Copernico. Dalle stelle la misura dell'uomo, Roma, Gruppo Editoriale l'Espresso, 2012.
- Nove vite come i gatti. I miei primi novant'anni laici e ribelli, con Federico Taddia, Milano, Rizzoli, 2012. ISBN 978-88-17-04755-5.
- Sotto una cupola stellata. Dialogo con Marco Santarelli su scienza ed etica, Torino, Einaudi, 2012. ISBN 978-88-06-20981-0.
- Stelle da paura, con Gianluca Ranzini, Milano, Sperling & Kupfer, 2012. ISBN 978-88-200-5331-4.
- Il cielo intorno a noi. Viaggio dalla terra ai confini dell'ignoto per capire il nostro posto nell'universo, con Steno Ferluga, Milano, Dalai, 2012. ISBN 978-88-6620-495-4.
- Il perché non lo so. Autobiografia in parole e immagini, con DVD, Milano, Sperling & Kupfer, 2013. ISBN 978-88-200-5416-8.
- Stelle, pianeti e galassie. Viaggio nella storia dell'astronomia: dall'antichità a oggi, con Massimo Ramella, Trieste, Editoriale Scienza, 2013. ISBN 978-88-7307-623-0.

## Distinciones y Reconocimientos
- 27 de mayo de 1998, Medalla de Oro de la Orden Italiana del Mérito en la Cultura y las Artes.[20]
- 28 de mayo de 2012, Dama Gran Cruz de la Orden al Mérito de la República Italiana.[20]
- Hack es la primera mujer científica reconocida en Italia con una estatua en un lugar público:  el monumento de bronce, de la artista italiana boloñesa Sissi (Daniela Olivieri) fue inaugurado el 13 de junio de 2022, un día después del que habría sido el centésimo cumpleaños de la científica, junto al campus principal de la Universidad de Milán.[21][10]
- El asteroide (8558) Hack fue nombrado así en su honor.[22]